# 阿修羅・原
阿修羅・原（あしゅら・はら、本名：原 進 / はら すすむ、1947年1月8日 - 2015年4月28日）は、日本のプロレスラー。長崎県北高来郡森山町出身。ラグビーの日本代表を経てプロレスに転向し、国際プロレスや全日本プロレスで活躍していた。

## 来歴

### ラガーマン時代
中学時代は柔道、諫早農業高校では当初は相撲に打ち込んでいたが、高校2年にラグビーに転向。この時からラグビー選手として頭角を現した。高校卒業後に上京し東洋大学を経て、拠点を東京から一旦大阪に移して1969年に近畿日本鉄道（近鉄）に入社。近鉄では入社数年後に駅係員として勤務していた実績がある。また、入社と同時に近鉄ラグビー部に所属した。
近鉄時代の1970年に日本代表に選出され、同年3月22日の秩父宮ラグビー場におけるブリティッシュ・コロンビア州代表戦でNO8として初キャップを獲得した。
ところが1971年、イングランド代表の来日テストマッチが9月24日に近鉄花園ラグビー場および同月28日、秩父宮ラグビー場においてそれぞれ組まれるにあたり、当時の日本代表監督だった大西鐡之祐が、スクラムの第一列の大型化を図らなければ勝負にならないと考え、182センチ、87キロ（当時）の体格を誇った原に対し、テストマッチが行われる2か月前となる7月、日本代表の菅平合宿において、プロップへのコンバートを命じた。当時、プロップの経験がなかった原は大西から特にしぼられ、菅平合宿では肩は上がらず、腰は立たずという、肉体的に極限のところまで追い詰められる羽目になった。そして迎えた同年9月の対イングランド戦。日本は二試合ともイングランドに敗戦したが、ともに接戦という好勝負を展開していた。その理由として、戦前は歯が立たないと見られていたスクラムで日本が予想以上に健闘したことが一因として挙げられ、これを契機に、上記のイングランド戦において2試合とも左プロップとして出場した原は、日本代表の不動のプロップ選手として確立していくことになった。
一方、原の所属した近鉄は1974年度、リコーの3連覇を阻み、5年ぶりに全国社会人ラグビーフットボール大会を制覇。続く日本選手権でも、早稲田大学を破り、こちらは7年ぶりとなる日本一を果たしたが、いずれの大会も、原が右プロップとして優勝に貢献した。
当時、近鉄と日本代表で原とともにプレーした坂田好弘も、原をこう評している。
ものすごい突進力。タックラーを吹っ飛ばすというよりも、相撲のすくい投げみたいに、相手を次々と転がしてはどんどん前に進んでいく。何人も引きずって走ることもありましたね。ラグビーではないスポーツみたいでした—日本ラグビー激闘史、
上記のイングランド戦以後、主として左プロップとしての他、右プロップ・NO8としてのものも合わせて1976年までに日本代表キャップ17を獲得。当時としては世界規格と言われた恵まれた体格や強いスクラムとコンタクトを武器に日本を代表するラガーマンとして活躍した。1976年には日本人として史上初めて世界選抜メンバーに選出されている。
しかし、近鉄は上記の坂田や小笠原博、さらには今里良三といった日本代表でも共にプレーした選手たちが相次いで引退したこともあり、チームの弱体化が急速に進んだ。また近鉄は当時、ラグビー選手だからといって待遇が優遇されているわけでもなかった上に、原自身も人事異動で駅係員から列車の乗務員となり、その教習も受けることとなり、先輩の指導車掌や指導運転士から数々の教習を受け、実際に列車の車掌や運転士として乗務したりするようになったため、それに反比例してラグビーの練習を行う時間も少なくなった。こうしたことが契機となり、原はラグビー選手として引退し、翌1977年に近鉄を退社。退社後は野坂昭如が率いる草ラグビーチームでコーチを務めた。

### プロレスラー時代

#### 国際プロレス
近鉄退社直後の1977年11月29日、原は国際プロレス入団を表明し、再度拠点を東京に移した上でプロレスラーに転向。新日本プロレスも原の獲得を狙っていたが、同じくラグビー出身者であるグレート草津のスカウトで国際プロレスに参加した。覆面レスラーとして試験的に試合を行った後、1978年6月29日の「'78ビッグ・サマー・シリーズ」大阪府立体育館大会にて、寺西勇を相手に素顔で正式にデビュー。同年7月3日に海外武者修行に出発、修行先でのカナダ・カルガリー（スチュ・ハート主宰のスタンピード・レスリング）ではファイティング・ハラ（Fighting Hara）を名乗り、2戦目にノーマン・フレデリック・チャールズ3世から英連邦ジュニアヘビー級王座を獲得（スケジュールの関係で即返上）。ビッグ・ダディ・リッターやブレット・ハートとも対戦した。同年9月に西ドイツへ移動し、トミー・ビリントン、ワイルド・サモアンズ、ミスター・ヒト、ミスター・サクラダ、ムース・モロウスキー、マイケル・セイズなどと対戦。12月8日に帰国後、12月27日にラグビーファンである作家の野坂昭如に阿修羅・原と命名される。
1979年の「'79新春パイオニア・シリーズ」より本格参戦し、5月6日にミレ・ツルノからWWU世界ジュニアヘビー級王座を奪取。その後はダイナマイト・キッド、ローラーボール・マーク・ロコ、ジプシー・ジョー、剛竜馬らを挑戦者に防衛を重ねた。国際プロレス次代のエースとして期待され、アレックス・スミルノフ、オックス・ベーカー、ジョー・ルダック、モンゴリアン・ストンパーなどエース格のヘビー級外国人とも対戦し、金網デスマッチやチェーン・デスマッチも行った。また、AWAのバーン・ガニアやニック・ボックウィンクル、WWAのディック・ザ・ブルーザーなど、特別参加の大物選手とのシングルマッチも行われた。
1980年4月3日には新日本プロレスのリングに登場し、藤波辰巳のWWFジュニアヘビー級王座に挑戦するも敗れ、原もスランプに陥る。
以後、WWUジュニア王座を返上して1981年1月からアメリカのミッドサウス地区（ビル・ワット主宰のMSWA）で再修行を行い（当初は「'80ダイナマイト・シリーズ」直後に出発する予定であったが、就労ビザの取得に約2か月を要した）、ヘビー級に転向した。この遠征中に雪崩式ブレーンバスター（スーパープレックス）の開発者とされるスーパー・デストロイヤーと対戦、帰国第1戦となる4月18日、スティーブ・オルソノスキーを相手にこの技を初披露して勝利、以降も雪崩式ブレーンバスターをフィニッシュ技とするようになる。5月16日にはマイティ井上とのコンビでポール・エラリング&テリー・ラザンを破りIWA世界タッグ王座を獲得した。6月にはジョー&カール・ファジーなどのチームを相手に防衛戦を行うが、同年9月に国際プロレスは解散。8月8日に根室で行われたジェリー・オーツ&テリー・ギッブスとの金網タッグ・デスマッチでの3回目の防衛戦が、国際プロレスにおける同王座の最後のタイトルマッチとなった。

#### 全日本プロレス
国際プロレス解散後は、当初は引退して郷里・長崎県の森山町に帰郷し実家の農業を継ごうとした。この話を聞いたジャイアント馬場が、東京12チャンネル（現：テレビ東京）『国際プロレスアワー』の解説を務めていた門馬忠雄から「田舎に帰るのなら引き留めてくれ」と電話を入れ、門馬は原に現役続行を要請した上で、原と馬場との面談をセッティングし三者による面談が行われた。この席で馬場は全日本プロレスとのいきなりの直接契約はまずいと判断し、当初はフリーとしての全日本参戦となり、馬場と門馬との会談で練られたプランは原が天龍源一郎に喧嘩状を叩き付けるプランだった。1981年10月2日に行われた天龍との初のシングル戦は好試合となり、最終的にこのプランは当たり、後に全日本と所属契約を結ぶこととなった。1981年と1982年には天龍とのコンビで世界最強タッグ決定リーグ戦に出場している（当時は、まだ龍原砲とは呼ばれていなかった）。
1982年1月15日には、前年に新日本プロレスから引き抜かれたスタン・ハンセンの全日本プロレス移籍第1戦の対戦相手に抜擢された。短時間で敗退したが、渕正信は、ハンセンが全日本マットにおいても持ち味を最大限に発揮できたのは、この移籍第1戦である原戦のインパクト（原のウエスタン・ラリアットの受けっぷり）が凄かったことが大きいとコメントしている。
1983年2月23日には、IWA世界タッグ王座のパートナーだった井上との国際プロレス・コンビで、グレート小鹿&大熊元司の極道コンビを破り、アジアタッグ王座を獲得。以降も井上や石川隆士と組んでアジアタッグ戦線で活躍し、井上とのコンビでは越中詩郎&三沢光晴やジョー&ジェリー・モロー、石川とのコンビではスーパー・デストロイヤー1号&2号や鶴見五郎&バズ・タイラーなどのチームを相手に防衛戦を行った。
1984年4月11日には、大分県立荷揚町体育館にて天龍のUNヘビー級王座に挑戦、ダブル・カウントアウトの名勝負を展開した。この試合について原は「ゴングが鳴ると同時に頭が真っ白になり、試合が終わったときはラグビーイングランド代表戦終了後と同じ感覚だった」と述懐している。天龍のUN王座には、同月16日にも後楽園ホールで再挑戦している。
しかし、1984年10月20日の「'84ジャイアント・シリーズ」下関大会を欠場して失踪（自らが手掛けた興行上のトラブルも欠場の原因とされる）。2日後の10月22日に長崎国際体育館で行われる予定であったアジアタッグ王座戦は、原の右ヒジ負傷という理由で中止となった。
1985年のある日、馬場はキャピトル東急ホテルにて東京スポーツの記者に対して「原と連絡は取れるのか」と問い質した。後日原は東京スポーツの記者同伴のもと、馬場とキャピトル東急ホテルにて面談。馬場は原に対して「カムバックする気はあるのか?」と質問し、原は「はい、あります」と返答した。その後1985年4月3日の「'85鮮烈!スーパー・パワー・ウォーズ」山形県体育館大会に突如現れて長州力を襲撃。その後は地元の長崎に戻り、長崎市の稲佐山で特訓を行った（このシリーズでは4月15日に長崎国際体育館大会が行われ、翌16日に東京スポーツが稲佐山での特訓をスクープしている）。原は稲佐山で取材を行っていた東京スポーツに対して「レスリングをやる気力がなくなっていた。長州たちが全日マットで暴れているのをテレビ、新聞で見て、体中の血が頭にのぼった。今は一日でも早くリングに上がりたい」とコメントしていた。4月19日の神戸ワールド記念ホール大会で再度長州を襲撃。4月24日の横浜文化体育館大会では天龍とのコンビを再結成して長州&アニマル浜口と対戦するも、天龍に椅子攻撃を加え「俺は一人でやっていく!」と宣戦布告してそのまま試合放棄。次期シリーズでも、5月17日の旭川市常盤体育館にて天龍を挑発。これを受けた馬場は、北海道サーキット中に原の試合を組むことを決定し、5月19日の網走大会にて大熊元司と対戦し、大熊をその後「ヒットマン・ラリアット」と呼ばれることになるラリアット一発で秒殺した。網走大会当日は、日本テレビの中継車を控室に使用していた。その後も、5月26日の熊谷大会にて永源遙を、翌5月27日の川崎大会にて栗栖正伸をそれぞれラリアットで秒殺した。5月29日に天龍とともに『11PM』に出演し（原はマイスタジオから、天龍は倉持隆夫とともにKスタジオから出演）、天龍に対してメッセージを送った。同年7月にフリー選手として全日本に正式に復帰。この時期はラッシャー木村の率いる国際血盟軍（木村、鶴見、剛、アポロ菅原、高杉正彦による旧国際プロレス選手のユニット）とも共闘したが正式なメンバーにはならず、一匹狼的な存在となって活動した。デビュー時からのニックネームは “野生のダンプガイ” であったが、1985年の復帰後は長州や天龍の試合に乱入して襲撃を繰り返し、かつ一部始終が『全日本プロレス中継』で放送されたことから、“ヒットマン”と呼ばれるようになった。
1987年、天龍がジャンボ鶴田との鶴龍コンビの解消を宣言し、新タッグパートナーに原を指名。原も「源ちゃん（天龍）とはシングルで戦いたいと思っていたがそう機会は多くない。それだったら組みながら競い合う方法もあると思うんだ」と応え、タッグを再結成。天龍とのタッグ「龍原砲」は全日本で一時代を築き、長州力らジャパンプロレス勢が離脱した後の全日本を支えた。1987年9月にはPWF世界タッグ王座を龍原砲で獲得している。龍原砲の戦いは川田利明やサムソン冬木といった当時若手の選手たちの共感者を生み、「天龍同盟」は全日本内の一大グループとなった。
一方でこの頃から派手好きで見栄っ張りな性格が災いし、バブル景気の上に後輩などに大盤振る舞いをしたために金銭面でルーズとなっていき、それが故に控室や事務所、さらには当時「世界最強タッグ決定リーグ戦」の記者会見場であったホテルパシフィック東京まで借金取りが来るほどであった。
これらの理由で、1988年11月に栃木県足利市で行われた「'88世界最強タッグ決定リーグ戦」開幕当日に「私生活の乱れ」を理由に全日本を解雇となり（天龍の代役パートナーは川田）、札幌で隠遁生活を余儀なくされた。馬場は原を解雇した理由として「金銭面でのルーズさ」をあげており、それまで借金を肩代わりするなど、原をかばっていたが「生活態度の悪さが、会社（全日本プロレス）にまで迷惑をかけかねない」としている。

#### SWS
約2年の隠遁生活を経て、原は盟友・天龍の願いを受け1991年に天龍が所属していたSWSにて復帰を果たす。天龍の復帰要請を受けた際、原は「本当に必要としてくれるなら、この命を源ちゃんに預ける」と告げたという。龍原砲の再結成後は、当時SWSと提携していたWWFからブッキングされたロード・ウォリアーズやデモリッション（スマッシュ&クラッシュ）とも対戦した。

#### WAR
SWS崩壊後は、天龍らとWARへ移籍。対抗戦の相手である新日本プロレスのリングでは、長州や藤波とも対戦した。さらに自分のレスラー生命が少ないことを自覚し、「俺の体と気持ちの中に源ちゃんを刻み込んでおきたい!」として、全日本でアジアタッグ王座を共に獲得したスーパー・ストロング・マシーンや、若手の邪道・外道らと反WAR軍を結成し、再び天龍と戦う道を選んだ。
1994年に現役を引退し、10月3日に故郷・長崎で行われた天龍との最後の一騎打ちでは天龍のチョップ29発、ラリアット11発、パワーボム3発を浴びた。試合後、天龍からマイクを渡された原は会場内に自分の両親がいる事を明かした上で、「俺は親父とお袋に支えられて、長崎の皆に支えられて、そして天龍源一郎に支えられて…。で、皆に支えられてここまできた。ありがとう」と叫び、場内から拍手が送られた。
10月29日に後楽園ホールで行われた原の引退試合では、龍原砲を再結成して冬木弘道・邪道組と対戦、その後行われたバトルロイヤルでは最後に龍原砲が残り、再び天龍のラリアットを17発、パワーボム3発を食らい、最後まで天龍の厳しい攻撃を真正面から受け続けた。試合後、天龍は会場にいた原の家族へ向けてマイクを握り、「長らくお借りいたしました。今日、原をお返しします」と語りかけ、花向けとした。

### 教育者時代
引退後は郷里・長崎県の森山町に帰り、町の教育委員会に依頼されて森山町立スポーツ交流館で町民の健康づくりのスポーツコーチを務めた。その後、原は母校の長崎県立諫早農業高校でラグビー部コーチとなり長崎北高校や長崎北陽台高校の壁に阻まれて凋落傾向にあったラグビー部の建て直しに当たったほか、その他の学校でも筋トレの方法などを教えた。諫早農高は2002年度の全国大会に出場した。しかし大会期間中に風邪が蔓延してしまい、ベストメンバーが組めずに初戦で敗退している。

### 隠居・入院
ところが、間もなくして長崎県立諫早農業高校でのラグビー部コーチの職からも離れ、講演活動を行ったり知人の生花店で働いていた。2010年に天龍プロジェクトの旗揚げと同時にプロレスラー復帰へトレーニングを開始したが断念した。しかし2004年に母が亡くなり、原も脳梗塞で体が不自由となった父の介護をしながら暮らしていたが、その父も他界し自分の体のリハビリをしながら暮らしていた。
2011年10月28日に自宅で『週刊プロレス』のインタビューを受けた後、原は肺炎を起こして入院し、退院後に心筋梗塞で再入院した。その後、物忘れが激しくなるなど精神状態が不安定となり、精神科のある病院に転院し一般病棟と往復する療養生活が続くも肺炎を再び患って2015年4月14日、一般病棟に戻り面会謝絶となった。

### 死去
4月28日午前5時15分、原は雲仙市内の病院で肺炎のため68歳で死去した。原の関係者によると、入院中は食事も食べられず排尿もままならなかったという。
天龍は、原の死去に際して無言を貫いた他（後に「もっといい人生を送れたんじゃないかという思いがある」、「でも腹いっぱいの付き合いをしたという自負があるから、後悔の念はない」、「亡くなった時にノーコメントを貫いたのは、どんなに言葉を尽くしても、俺の阿修羅に対する気持ちは伝わらないと思ったから」と後に語っている）、大日本プロレスでは、原の死去当日に行われた後楽園ホール大会で1分間の黙祷を捧げた。また原と同じ長崎県出身の大仁田厚も自身のfacebookで、2009年に原から激励の電話を受けたことを明かしたほか、「同じ長崎県人として一生懸命生きて行く！ 先輩の生きざまを忘れない！」と追悼コメントを寄せた他、武藤敬司やスタン・ハンセンも原への追悼コメントを寄せ、邪道も自身のtwitterで、「平成のプロレスファンは阿修羅原さんという偉大なプロレスラーを知ってほしい。昭和のプロレスファンは阿修羅原さんという偉大なプロレスラーを忘れないでほしい」と追悼コメントを寄せ、永田裕志も自身のtwitterで原に対する追悼コメントを寄せている。

## エピソード
ラグビーで培った原のタフガイさを、多くのレスラーが認めていた。原自身もラグビー時代を振り返り「親からもらった、このからだのおかげ。俺には、それしかないよ。」「技術なんて何もわからなかったけど、俺には耐える体力があった。すべてはそこから始まったんだ。」と語っており、自分の最大のセールスポイントは頑丈な身体であったことを自覚していた。トレーナーを務めていたアニマル浜口の証言によれば、遠征先のホテルで冷房を最大にし、パンツ一丁で寝ていたこともあった他、浜口の夫人が経営していた小料理店を訪れた際も、出された焼き魚を頭から食べていたという。
ハンセンは、全日本プロレス復帰初戦で原と対戦した際に「殴っても蹴っても立ち向かってきた。原を倒すにはラリアットしかなかった」と語っている。ハンセンはまた、原の下半身の安定感、誤って35針を縫う怪我をさせた事を謝った際には「いや、良かったんだよ、ハンセン」と平然と言い放ったレスラーとしての姿勢を讃えている。なお、原はこの怪我からわずか4日後に復帰を果たしている。
頑丈だったとはいえダメージが無かったわけではなく、全日本所属末期は膝と腰の状態の悪化により、歩行もままならない状態になった。リング上では決してそれを見せなかったが、1988年になると天龍に「来年の春あたりが限界かな...」ともらすようになったという。結局は前述の不祥事により、同年末でリングを離れることとなった。
プロレス転向直後かつ国際プロレス時代は、東京12チャンネル（現：テレビ東京）『国際プロレスアワー』において海外遠征特集が組まれた他、TVマッチにも出場していたが藤波とのWWFジュニアヘビー級王座戦直後からTVマッチにはほとんど出場しなくなった。『国際プロレスアワー』は、原の2度目の海外遠征から帰国する直前の1981年3月にレギュラー放送が打ち切られたが、特番枠再移行後に放送された3試合にはテレビに登場している。原の地元のテレビ局であったテレビ長崎（『国際プロレスアワー』放送当時はフジテレビ系列・日本テレビ系列、現在はフジテレビ系列）における『国際プロレスアワー』の放送開始に関しては、地元後援会が尽力したという。なお『国際プロレスアワー』では、長崎県で行われた試合の中継は一回もなかった。なお、長崎県における原の試合中継は、テレビ長崎で放送されていた『国際プロレスアワー』以外にも、『全日本プロレス中継』（長崎放送（TBS系列、1984年3月まで）→テレビ長崎（1984年4月から））でも放送されたが、現在の日本テレビ系列局である長崎国際テレビは原の全日本解雇後に開局したため、原の試合は放送していない。
原の入場テーマ曲でもある「阿修羅」は、ディスコナンバーやロックナンバーのアルバム収録曲を多く採用していた国際プロレスの入場テーマ曲の中で唯一、一から作曲されたテーマ曲であった。
全日本時代は、1985年の一時失踪からの復帰以降は、全日本本体や外国人選手・国際血盟軍のバスには乗車せず、一人で列車による移動を行っていた。
グレート小鹿は、全日本プロレス時代の原の印象について「国際プロレスから移籍した当初は孤独な印象があり目立たない男だったが、天龍同盟を結成してからグッとよくなった」と語った他、2015年11月の天龍引退興行に於いて龍原砲復活計画があったことを明かしている。
天龍同盟結成後は優しくて人好きな性格に変わり、反WAR軍で原と同僚となった邪道・外道の二人は「レスラーとして酒の飲み方を教えてもらった」、「引退試合で一番最後の対戦相手になれたのは俺の誇り。あの人こそ本当のプロレスラーだ」（邪道）、「毎日のように食事へ連れて行ってもらった」、「物への執着心がない人だった」（外道）と語っている。
先述にもあるように、原は派手で見栄っ張りなところがあり、後輩に対して遠慮なく奢るだけでなく帰りのタクシー代を含めて気前よく小遣いを渡すことで有名なレスラーであった。それ故に慕われたが、同時に全日本を解雇されてしまった原因にもなっている。その性格のため、財産と呼べるものはほとんど残せなかったという。
原の引退セレモニー時の記念品に、事前に週刊プロレスには原のラグビー時代のパネルをリクエストし、同じベースボール・マガジン社のラグビーマガジンに提供された選手時代のパネルを貰って非常に喜んでいた。
死去から半年後である2015年9月19日に行われたラグビーワールドカップ2015の日本VS南アフリカにおいて、日本代表は南アフリカ共和国代表に勝利した。その際天龍は、「原が生きていたら誰よりも喜んであちこちからインタビューされていただろうな…」と述べている。

## 得意技
ラグビー出身の体格を生かしたパワーファイトが魅力。大一番になるとラリアットや延髄斬りなどを見せるときもあった。
ヒットマン・ラリアット
全日本プロレス時代、原はハンセンに連日のようにラリアットを食らい、失神、痙攣状態になったこともある。ハンセンが左腕を振りぬくのにちょうどいい背丈だったことも災いし、「他には何もいらないから、あと5センチくれ」と叫んだこともある。しかし、その経験を生かして後に自らの得意技とした。使用し始めた頃は主に左腕で放ち、よくフィニッシュ・ホールドにしていた。
串刺し式やショートレンジ式も使用。天龍とのタッグチーム「龍原砲」では、サンドイッチ式ラリアットも得意技としていた。
雪崩式ブレーンバスター
ヒットマン・ラリアット使用以前の主なフィニッシュ・ホールド。
アメリカ武者修行時代に取得して日本でスティーブ・オルソノスキーを相手に初披露した。
バックフリップ
ヘビー級転向以前の原のフィニッシュ・ホールド。
藤波辰爾とのタイトルマッチなど、投げると同時に自らも後転してフォールの体勢に入るという場合もあった。
延髄斬り
天龍の影響から使用し始める。フォーム的には天龍式に近いが、ヒット後一回転して受身を取る独特の形を見せる。
後に龍原砲を組んでからは、サンドイッチ式のツープラトン攻撃も行うようになった。
アッパー・ブロー
右半身をかがめ、右アッパーを叩き込む。原と同時代に全日本で活躍したザ・グレート・カブキが得意技としていたためか、それほどコンスタントには見られなかった。
キックを仕掛けてきた相手の片足をつかんだ状態からや、相手に自らの片足を捕られた状態からの逆転技として得意技としていた。
ヘッドバット
中期以降、ラリアットと共に乱発していた。
試合を行う上でラリアット、胸板への張り手やトーキックと並んで原の重要な技の一つ。
ブルドッギング・ヘッドロック
バックドロップ

## 獲得タイトル
スタンピード・レスリング
- 英連邦ジュニアヘビー級王座：1回[14]

国際プロレス
- WWU世界ジュニアヘビー級王座：1回[17]
- IWA世界タッグ王座（w / マイティ井上）：1回[21]

全日本プロレス
- アジアタッグ王座（w / マイティ井上、石川隆士、スーパー・ストロング・マシーン）：3回[26]
- PWF世界タッグ王座（w / 天龍源一郎）：1回[63]
- 世界タッグ王座（w / 天龍源一郎）：1回[64]

## 入場テーマ曲
- ミノタウロス「阿修羅」 - 国際プロレス、全日本プロレスの時代に使用
- ヴァン・ヘイレン「DREAMS」 - 全日本プロレス末期、SWS、WARの時代に使用